# Alexandre Olivier Exquemelin

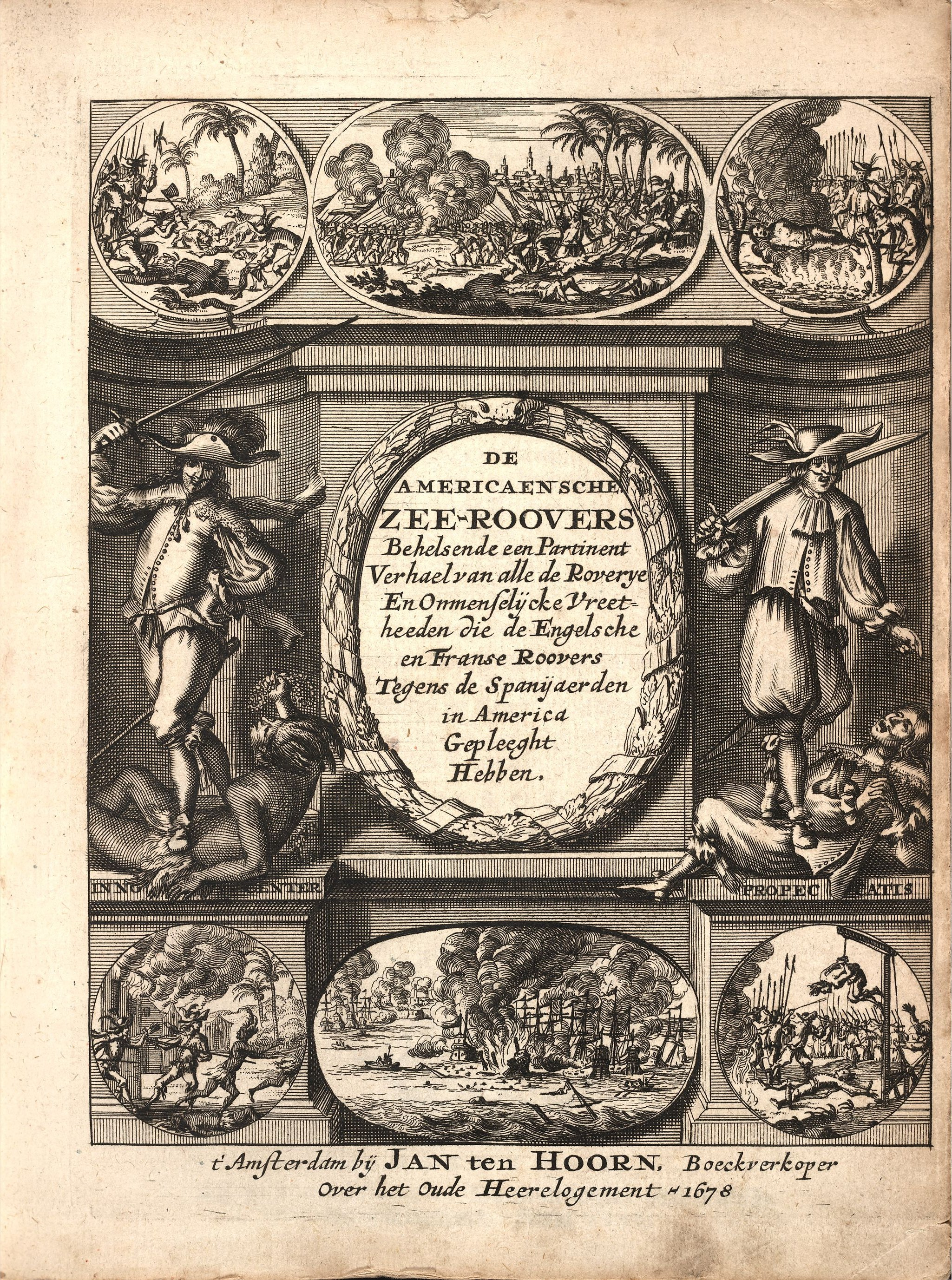
Frontispício da 1ª edição de Buccaneers of America, 1678

Alexandre Olivier Exquemelin (também grafado como Esquemeling, Exquemeling ou Oexmelin) (c. 1645–1707) foi um escritor francês, neerlandês ou flamengo, mais conhecido como o autor de uma das mais importantes obras sobre a pirataria do século XVII, publicada primeiramente em neerlandês com o título De Americaensche Zee-Roovers, em Amsterdã, por Jan ten Hoorn, em 1678.

## Vida
Nascido por volta de 1645, é provável que Exquemelin fosse natural de Honfleur, na França. Ao retornar de suas atividades como bucaneiro, ele se estabeleceu na Holanda, possivelmente porque era um huguenote. Em 1666, foi contratado pela Companhia Francesa das Índias Ocidentais e seguiu para Tortuga, onde trabalhou como servo contratado por três anos. Ali, ele se alistou entre os bucaneiros, em particular com o grupo de Henry Morgan, de quem se tornou confidente, provavelmente como cirurgião-barbeiro, permanecendo com eles até 1674. Pouco depois, retornou à Europa e se estabeleceu em Amsterdã, onde se qualificou profissionalmente como cirurgião; seu nome aparece no registro de 1679 da Guilda de Cirurgiões Neerlandeses. Contudo, ele esteve novamente no Caribe, pois seu nome consta da lista de revista como cirurgião no ataque a Cartagena em 1697.
O legado bibliográfico da obra de Exquemelin, History of the Buccaneers of America, é complexo. Foi publicada primeiramente em neerlandês (1678), depois traduzida para o alemão (1679), para o espanhol (1681) e para o inglês (1684). A tradução alemã segue fielmente o texto original em neerlandês. Já a tradução espanhola acrescenta material novo sem citação e comete erros frequentes na tradução do neerlandês, enquanto a versão inglesa parece ter sido traduzida em grande parte do texto em espanhol, incluindo a maioria de suas divergências em relação ao original neerlandês. A tradução francesa de 1686 é substancialmente uma nova obra, com muitas adições, inclusive novas biografias de piratas (Daniel Montbars e Alexandre Bras-de-Fer), além de grandes reorganizações em algumas partes, incorporando material de fonte desconhecida. Edições e traduções posteriores acrescentaram ainda mais material e novas biografias.
Após a publicação da tradução inglesa em 1684, Henry Morgan tomou medidas para desacreditar o livro e moveu com sucesso um processo por difamação contra os editores William Crooke e Thomas Malthus. Morgan se opôs particularmente à descrição da captura do terceiro castelo em Portobelo em 1668, onde o livro afirmava que ele ordenou a construção de escadas largas o suficiente para que três homens subissem lado a lado; quando foram concluídas, ele “ordenou que todos os religiosos e religiosas que tinha feito prisioneiros as fixassem contra as paredes do castelo (...); estes foram forçados, na frente das tropas, a levantá-las e encostá-las nas paredes (...). Assim, muitos religiosos e freiras foram mortos”. Em seu affidavit, Morgan declarou que tinha “a maior aversão e desconfiança contra atos malignos, pirataria e roubos” e que “quanto ao tipo de homens chamados bucaneiros”, ele “sempre teve e ainda tem ódio”. O tribunal decidiu a seu favor e o livro foi retirado; um valor de £200 foi pago a ele como indenização. O trecho sobre o uso de freiras e monges como escudo humano foi removido das publicações subsequentes na Inglaterra.
Para uma comparação entre a edição neerlandesa de 1678 e a tradução francesa de 1686, ver a tradução e interpretação de 1974 do autor e historiador dinamarquês Erik Kjærsgaard. Para uma reimpressão contemporânea, ver Esquemeling, Alexander O., The Buccaneers of America. A true account of the most remarkable assaults committed of late years upon the coasts das Índias Ocidentais pelos bucaneiros da Jamaica e Tortuga (tanto em inglês quanto em francês), incluindo também o relato de Basil Ringrose sobre a perigosa viagem e ousados ataques do Capitão Bartholomew Sharp e outros. Peter Benchley, em seu livro The Island, fez referências extensas a Exquemelin, tendo usado sua obra em suas pesquisas.